# マンコノ
マンコノ (Mankono) はコートジボワール中部の町である。ウォロバ地方の首都、ベレ州の州都、マンコノ県の県都である。マンコノ郡 (sub-prefecture) としてマンコノ県の下位区分となっているほか、単一でマンコノというコミューン（第5地方行政区分）も形成している。
ベナンの政治家マリー＝イリーズ・ジベドの出身地である。